# Ulassai
Ulassai é uma comuna italiana da região da Sardenha, província de Nuoro, com cerca de 1.614 habitantes. Estende-se por uma área de 122 km², tendo uma densidade populacional de 13 hab/km². Faz fronteira com Esterzili, Gairo, Jerzu, Osini, Perdasdefogu, Seui, Tertenia, Ussassai, Villaputzu (CA).

## Demografia
| Variação demográfica do município entre 1861 e 2011                               |
|                                                                                   |
| Fonte: Istituto Nazionale di Statistica (ISTAT) - Elaboração gráfica da Wikipedia |